# Concerti grossi, op. 6 de Haendel

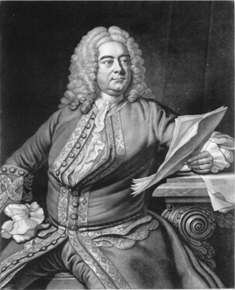
Georg Friedrich Haendel, gravure par Jean Faber après une peinture de Thomas Hudson

Les Concerti grossi, op. 6, ou Douze Grands Concertos, HWV 319-330, sont douze concerti grossi de Georg Friedrich Haendel pour un concertino trio pour deux violons et violoncelle et un ripieno en quatre parties, orchestre à cordes et clavecin, basse continue.
Publiés d'abord par abonnement à Londres par John Walsh en 1739, puis en recueil en 1740, dans la deuxième édition de 1741 ils ont été désignés comme Opus 6 de Haendel. Contrairement aux « concertos grossos » de l'Opus 3 qui n'en portent que le nom et qui ont été rassemblés à la hâte en un recueil un peu hétéroclite par John Walsh sans véritable implication du compositeur, les pièces de l'Opus 6 forment un ensemble plus homogène et ont été composées en l'espace d'un mois.
Haendel les a composés pour être joués en interlude lors des interprétations d'oratorios ou d'odes. En ce qui concerne leur forme, il adopte celle de la sonata da chiesa ou de la sonata da camera dans la tradition de Corelli plutôt que celle, en trois mouvements, pratiquée par Vivaldi et, à la suite de ce dernier, par Jean-Sébastien Bach.
Malgré le respect d'un certain cadre conventionnel, Haendel a rassemblé dans ce recueil une grande variété de styles compositionnels : sonate en trio, aria d'opéra, ouverture à la française, sinfonie à l'italienne, fugue, air varié ou non et danses de la suite classique. Il s'agit en grande partie de matériel musical original constituant un des meilleurs (et derniers) exemples de concertos grossos du baroque.

## Développement historique
En 1735, Haendel avait commencé à « meubler » les entractes entre les différentes parties de ses oratorios en dirigeant des concertos pour orgue dont il assurait lui-même la partie soliste. Cette pratique assurait à ses concerts un avantage concurrentiel par rapport à la troupe concurrente de l'Opera of the Nobility, alors renforcée de prestigieux chanteurs italiens engagés à prix d'or. Elle permettait à Haendel d'exploiter sa virtuosité, à l'orgue ou au clavecin, toujours admirée du public anglais. Ces concertos pour orgue ont ensuite été rassemblés pour constituer un opus 4 publié par John Walsh en 1739.
Le premier et le dernier de ces six concertos pour orgue (HWV 289 et HWV 294) ont été à l'origine composés en 1736 pour être joués en interludes de l'oratorio Alexander's Feast sur l'ode de John Dryden (Alexander's Feast or The Power of Musick). Le premier est pour orchestre et orgue positif, le second pour harpe, cordes et basse continue. En supplément en janvier 1736, Haendel a composé un concerto grosso court et à faible effectif de cordes en Ut majeur (HWV 318) que l'on continue à désigner traditionnellement comme le Concerto in Alexander's Feast destiné à être joué entre les deux parties de l'ode.
Écrit pour orchestre à cordes avec des parties solistes pour deux violons et violoncelle, il avait à l'origine quatre mouvements et fut, plus tard, publié par Walsh en 1740 dans un recueil intitulé Select Harmony. Les trois premiers mouvements (allegro, largo, allegro) ont la forme du concerto italien contemporain avec alternance des passages solistes et tutti. Le quatrième mouvement, moins conventionnel, qui est marqué « andante, non presto » est un gavotte majestueuse et pleine de charme avec d'élégantes variations pour les deux violons.

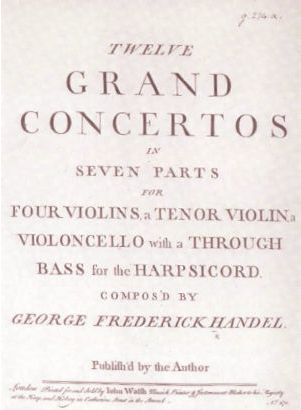
Page de titre : Douze Grands Concertos Op. 6, 1740

Le goût du public pour l'opéra italien ayant changé, la saison 1737 avait été désastreuse aussi bien pour l'Opera of the Nobility que pour la compagnie de Haendel, qu'il avait dirigée tout seul. À la fin de cette saison, il souffrit d'une sorte d'épuisement à la fois physique et mental, qui se traduisit par une paralysie d'une main. Des amis lui ayant conseillé de faire une cure thermale à Aix-la-Chapelle, il s'y rendit et bénéficia rapidement d'une rémission complète. À la suite de ces circonstances, il allait bientôt renoncer totalement à l'opéra en italien, après avoir encore composé le pasticcio Giove in Argo (1739), puis Imeneo (1740) et enfin Deidamia (1741). Plusieurs pistes s'offraient alors à lui : se réinvestir dans la musique instrumentale, dans l'ode (dans la veine d'Acis and Galatea) ou l'oratorio en anglais, qu'il avait commencé à aborder en 1718 avec la première version d'Esther, version qu'il avait revue et élargie en 1732.
L'année 1739 vit la première interprétation de son oratorio Saul, celle de l'Ode for St. Cecilia's Day sur un texte de John Dryden et une reprise du semi-opéra en anglais Acis and Galatea. L'année précédente, il avait composé l'oratorio Israël en Égypte dédié aux chœurs et en 1740 l'oratorio profane L'Allegro, il Penseroso ed il Moderato, mise en musique d'une poésie de John Milton.
Pour la saison 1739-1740 au théâtre de Lincoln's Inn Fields, Haendel composa douze Grand Concertos pour les interpréter en intermède de ses oratorios ou autres pièces lyriques, afin de mieux attirer le public. La prochaine exécution de ces nouveaux concertos fut annoncée dans la presse londonienne. Tenant compte du succès rencontré par les concertos pour orgue de l'opus 4, son éditeur John Walsh encouragea Haendel à composer un nouveau recueil de concertos à diffuser par une souscription autorisée par une licence royale. Il y eut un peu plus d'une centaine de souscripteurs, incluant plusieurs membres de la famille royale, des amis, des mécènes, de compositeurs, organistes et directeurs de théâtres et de jardins d'agrément, dont certains pour plusieurs exemplaires pour des formations orchestrales plus importantes.

## Mouvements constitutifs

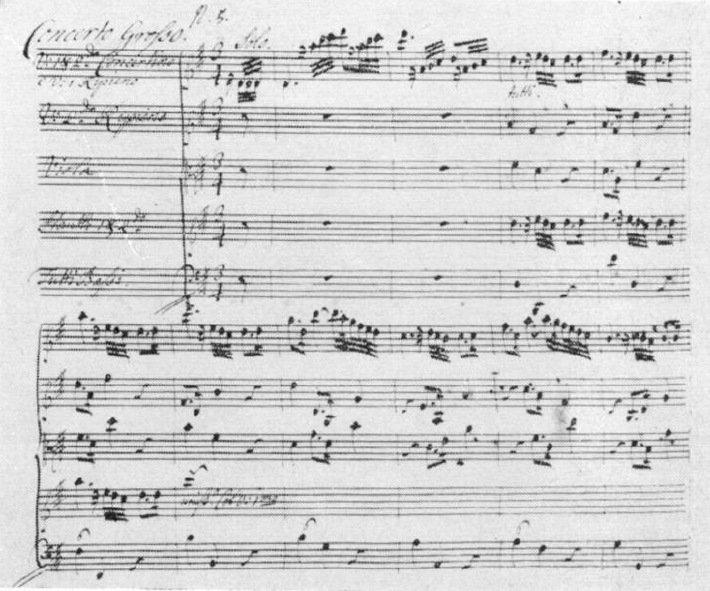
L'ouverture du cinquième concerto grosso op. 6, dans le manuscrit Aylesford de Sir Newman Flower, avec des annotations de Charles Jennens, le premier propriétaire.

| HWV | Opus        | Tonalité        | Date de composition | Mouvements                                                                                         |
| --- | ----------- | --------------- | ------------------- | -------------------------------------------------------------------------------------------------- |
| 319 | opus 6 n°1  | sol majeur      | 29 septembre 1739   | i. A tempo giusto - ii. Allegro - iii. Adagio - iv. Allegro - v. Allegro                           |
| 320 | opus 6 n°2  | fa majeur       | 4 octobre 1739      | i. Andante larghetto - ii. Allegro - iii. Largo - iv. Allegro, ma non troppo                       |
| 321 | opus 6 n°3  | mi mineur       | 6 octobre 1739      | i. Larghetto - ii. Andante - iii. Allegro - iv. Polonaise - v. Allegro, ma non troppo              |
| 322 | opus 6 n°4  | la mineur       | 8 octobre 1739      | i. Larghetto affetuoso - ii. Allegro - iii. Largo, e piano - iv. Allegro                           |
| 323 | opus 6 n°5  | ré majeur       | 10 octobre 1739     | i. Ouverture - ii. Allegro - iii. Presto - iv. Largo - v. Allegro - vi. Menuet                     |
| 324 | opus 6 n°6  | sol mineur      | 15 octobre 1739     | i. Larghetto e affetuoso - ii. Allegro, ma non troppo - iii. Musette - iv. Allegro - v. Allegro    |
| 325 | opus 6 n°7  | si bémol majeur | 12 octobre 1739     | i. Largo - ii. Allegro - iii. Largo, e piano - iv. Andante - v. Hornpipe                           |
| 326 | opus 6 n°8  | ut mineur       | 18 octobre 1739     | i. Allemande - ii. Grave - iii. Andante allegro - iv. Adagio - v. Siciliana - vi. Allegro          |
| 327 | opus 6 n°9  | fa majeur       | 26 octobre 1739 (?) | i. Largo - ii. Allegro - iii. Larghetto - iv. Allegro - v. Menuet - vi. Gigue                      |
| 328 | opus 6 n°10 | ré mineur       | 22 octobre 1739     | i. Ouverture - ii. Air - iii. Allegro - iv. Allegro - v. Allegro moderato                          |
| 329 | opus 6 n°11 | la majeur       | 30 octobre 1739     | i. Andante larghetto, e staccato - ii. Allegro - iii. Largo, e staccato - iv. Andante - v. Allegro |
| 330 | opus 6 n°12 | si mineur       | 20 octobre 1739     | i. Largo - ii. Allegro - iii. Larghetto, e piano - iv. Largo - v. Allegro                          |